# Jaime Celestino da Costa
Jaime Augusto Croner Celestino da Costa GCSE GOIP (Santa Isabel, Lisboa, 16 de setembro de 1915 — São Mamede, Lisboa, 2 de fevereiro de 2010), mais conhecido como Jaime Celestino da Costa, foi uma das figuras marcantes da medicina do século XX. Foi médico e director de serviço no Hospital de Santa Maria e, de 1941 a 1985 professor na Faculdade de Medicina de Lisboa - a mesma em que se licenciou (1938) e doutorou (1948). Foi um cirurgião distinto, tendo sido um dos pioneiros da cirurgia cárdio-torácica em Portugal.

## Biografia
Filho de Augusto Celestino da Costa e de Emília Hermengarda Croner (Ajuda, Lisboa, 16 de outubro de 1883 — São Mamede, Lisboa, 14 de dezembro de 1946), familiar do compositor Jorge Croner de Vasconcelos, cresceu num ambiente profícuo em influências científicas e artísticas. Foi igualmente na infância que se iniciou na arte equestre, na qual se revelou talentoso.
Desde cedo tomou contacto com a Faculdade de Medicina de Lisboa onde visitava com alguma frequência os institutos de Histologia e Embriologia e de Farmacologia, na companhia do pai e de Sílvio Rebello. Este foi pois um dos contributos para que, precocemente e apesar da paixão pela equitação e pela música, tenha decidido que queria ser cirurgião.
Licenciou-se em 1938 pela Faculdade de Medicina de Lisboa, durante o período em que o seu pai era director. Pouco depois, em 1941, concorreu para assistente de Medicina Operatória e Anatomia Cirúrgica iniciando, assim, a sua longa e notável carreira como docente da Faculdade.
A 12 de fevereiro de 1942, casou na Capela de Nossa Senhora da Piedade, na Quinta da Capela (propriedade dos Duques de Cadaval), freguesia de São Martinho, em Sintra, com Maria Antónia Pereira Beija (Alcáçovas, Viana do Alentejo, c. 1919 — 30 de dezembro de 2003), doméstica, filha de Adolfo Carlos Beija, natural de Alcáçovas, e de Maria Bárbara Pereira de Sousa Beija, natural de Alcácer do Sal (freguesia de Santa Catarina de Sítimos). Foram padrinhos de casamento os pais do noivo e o pai da noiva.
Iniciou a sua formação pós-graduado nos Hospitais Civis de Lisboa, particularmente na urgência do Hospital de S. José. 
Em 1948 obteve, pela Faculdade de Medicina de Lisboa o grau de Doutor, com a tese "A parede arterial".
Em 1951 concorreu a assistente extraordinário de cirurgia.
Em 1958 passa a exercer o cargo de chefe de Serviço, no Hospital de Santa Maria.
Jubilou-se em 1985, após 44 anos de docência na Faculdade de Medicina de Lisboa. Durante este período, distinguiu-se não só no ensino como igualmente pela luta que travou, na tentativa de que o Hospital de Santa Maria fosse efectivamente um Hospital Escolar, em que a faculdade ocupasse um lugar de destaque e não fosse simplesmente uma "instituição tolerada".
A 24 de agosto de 1985, foi agraciado com o grau de Grande-Oficial da Ordem da Instrução Pública. A 9 de junho de 1994, foi agraciado com o grau de Grã-Cruz da Ordem Militar de Sant'Iago da Espada.
Jaime Celestino da Costa foi autor de artigos e livros sobre a história da Faculdade, a que se dedicou após a jubilação.
Pelo seu inquestionável contributo para a Faculdade foi homenageado a 27 de Julho de 2005, dando o seu nome a um anfiteatro da área cirúrgica.
Mais tarde, em Novembro de 2005, por decisão unânime dos Conselhos Directivo e Científico da Faculdade, foi homenageado com a Medalha de Honra da Faculdade, a mais elevada distinção por parte desta instituição.
Faleceu a 2 de Fevereiro de 2010, na freguesia de S. Mamede, em Lisboa, com 95 anos.